# Анфестерії

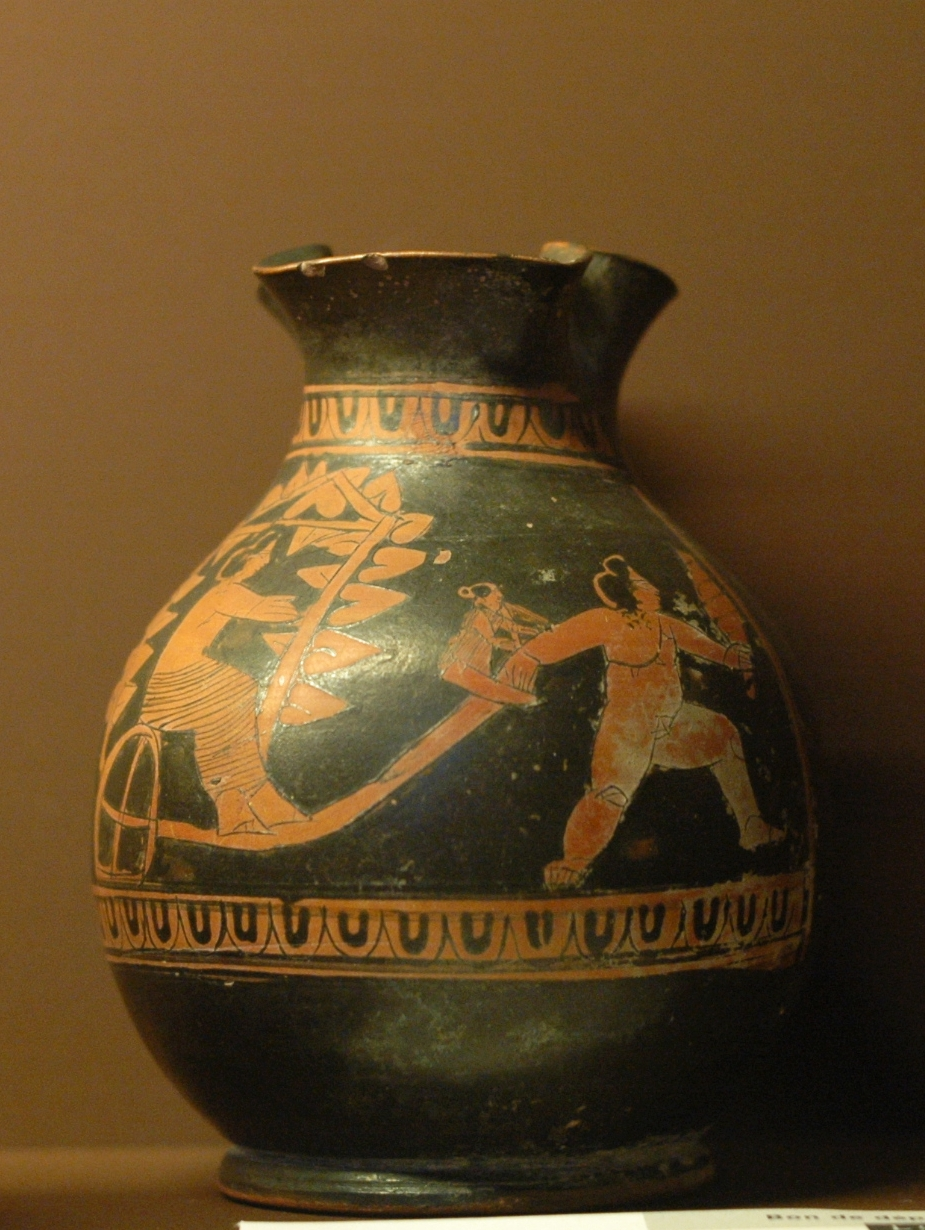
Червонофігурна ойнохоя зі сценою Анфестерій, Лувр

Анфестерії (грец. Ανθεστήρια) — свято квітів, пов'язане з культом Діоніса в Афінах, під час якого приносилися у жертву квіти. Свято тривало три дні у лютому за аттичним календарем. Кожен з трьох днів свята мав свою назву:
- Піфойгія (відкривання діжок) — господарі приносили жертву;

- Хоес (день жбанів) — в цей день містом ходили компанії ряджених сатирів, влаштовувались змагання — хто швидше й більше вип'є вина; залишки вина приносили в жертву Діонісові;

- Хітроі (день чанів) — в цей день влаштовувалися змагання комічних акторів і той, хто перемагав, отримував дозвіл на виступ у місті.

## Традиції
Під час свята Піфойгія влаштовувався великий ярмарок — зокрема, ярмарок дитячих іграшок. Усі храми зачинялися, окрім храму Діоніса Визволителя (двері цього храму були зачинені протягом року і відчинялися лише на час Анфестерій). У храмі знаходився ксоан — ідол бога. Вночі цю статую, здійснюючи таємничі обряди, переносили у святилище.
Вранці другого дня — Хоес — готувалися до урочистої процесії, котра здійснювалася у сутінки, при світлі смолоскипів. У процесі брали участь сатири, пани, силени верхи на віслюках, учасники хору у звірячих шкірах і вінками, виряджені німфами і менадами жінки. Усі вони, разом з загоном афінських вершників, супроводжували тріумфальну колісницю, на якій везли ксоан Діоніса до Ленойона — храму Діоніса в Афінах.
Після завершення процесії народ прямував до театру, де відбувалось змагання у пиятиці. Кожен кубок оголошувався під звуки сурм, учасники змагань пили вино, а спеціально обрані судді визначали переможця, котрий отримував у винагороду вино.